# Tir sur cible subaquatique
Le tir sur cible subaquatique est un sport de tir pratiqué en apnée dans une piscine, avec une arbalète sous-marine. 
Ce sport de compétition aurait été inventé en France dans les années 1930, mais sa pratique commence surtout dans les années 1980. Il est pratiqué principalement en Europe, plus particulièrement en France, en Italie et en Grèce principalement. 

## Historique
La première pratique attestée date de 1935, avec une compétition de tir sur cible et de nage à la palme organisée à la piscine des Tourelles à Paris. Cette pratique apparait à cette époque comme une activité d'entraînement hivernal à la chasse sous-marine et l'une des nombreuses nouvelles disciplines compétitives de l'évolution sportive du loisir de plongée sous-marine.
Par le passé, les tirs étaient parfois effectués verticalement à partir de la surface vers le fond, à des profondeurs de 10 à 15 mètres. 
Le tir sur cible subaquatique est organisé en France au sein de la Fédération française d'études et de sports sous-marins (FFESSM) puis au niveau international par la Confédération mondiale des activités subaquatiques (CMAS, 1959). 
Aujourd'hui plus de 300 adeptes pratiquent cette discipline en France.

## Les épreuves
Le tir sur cible subaquatique se décompose en trois épreuves individuelles et une épreuve par équipe.
Le combiné est un classement représentatif de l’ensemble des épreuves individuelles. C'est à partir de celui-ci que sont classés tous les meilleurs tireurs français en vue de leur qualification au championnat de France.

### Épreuves Individuelles

#### Une épreuve de précision
Le tireur doit effectuer en apnée, une série de 10 tirs, sur une cible immergée.
Une distance de 3 mètres est à respecter entre la pointe de la flèche et le plastron. Si cette limite est dépassée, le tireur est pénalisé. Le temps réglementaire pour cette épreuve est de 10 minutes : il est suffisant à la récupération en surface et au réarmement de l'arbalète après chaque tir. Si le temps d'un tireur excède cette durée, il se verra retirer un tir. Les points sont calculés en additionnant le total des impacts et en retranchant les pénalités.

#### Une épreuve de biathlon
C'est l'association d'un parcours chronométré en apnée et de tir sur cible.
Le départ est donné derrière une ligne d'eau située à 15 m de la cible immergée. Le compétiteur parcours en apnée cette distance, puis après s'être arrêté à la gueuse pour se stabiliser, il effectue son tir le plus précisément possible. Après avoir récupéré sa flèche en touchant la cible, il retourne, toujours en apnée derrière la ligne d'eau de départ. Après avoir repris sa respiration et le rechargé son arbalète le compétiteur repart pour effectuer ce parcours une 2e et une 3e fois.
L'épreuve est chronométrée sans interruption. Le calcul du résultat est donné en fonction du temps et de la qualité des tirs.

#### Une épreuve de super biathlon
C'est l'association d'un parcours chronométré en apnée et d'un contrat cible.
Le départ est donné derrière une ligne d'eau située à 10 mètres de la cible immergée.
Le compétiteur parcours en apnée cette distance, puis après s'être arrêté a la gueuse pour se stabiliser, il effectue son tir le plus rapidement possible. Après avoir récupéré sa flèche en touchant la cible, il retourne, toujours en apnée derrière la ligne d'eau de départ. Après avoir repris sa respiration et rechargé son arbalète, le nageur repart pour effectuer ce même parcours encore 4 fois. Pour valider son temps le tireur doit avoir mis 3 tirs sur les 5 effectué, au moins dans la zone des 471pts

### Épreuve par équipe

#### Le Relais
Le relais subaquatique est une épreuve par équipe constitué de 4 compétiteurs qui se relaient sur un parcours chronométré type super biathlon avec un contrat cible à effectuer. La ligne de départ est située à 15 mètres de la cible, chaque compétiteur doit exécuter 2 tirs non consécutifs sur cette cible.
Le contrat est rempli quand l'équipe a réalisé 8 impacts, (soit 2 impacts par visuel) dans un temps maximal de 10 minutes.

## Capacités développées
Le tir sur cible subaquatique permet de développer de nombreuses capacités physiques et morales. Tout d'abord, cette discipline permet de développer avant tout son mental, en effet en tant que sport principalement individuel, le participant se retrouve seul face à lui-même en apnée ou lors des tirs, il doit donc user de beaucoup de mental afin de rester concentré sans se soucier des difficultés qu'il rencontre lors de son apnée. Il développe également de la précision, les tirs à répétition lors de l'entrainement permettent en effet une bonne amélioration de sa visée. Enfin, pour ce qui est du physique, qui n'est pas travaillé par la natation, l'apnée permet d'ouvrir et d'élargir sa cage thoracique pour augmenter le volume d'air dans les poumons et donc être capable de tenir plus longtemps en apnée, ce phénomène permet notamment de mieux respirer dans la vie de tous les jours.

## Le matériel
Les épreuves se font avec des arbalètes du commerce en respectant l'article 5 du règlement général du tir sur cible subaquatique.